# Gril·le
|  | Aquest article tracta sobre fill de Xenofont. Si cerqueu el gènere d'ortòpters, vegeu «Gryllus (biologia)». |

Gril·le (en llatí Gryllus, en grec antic Τρύλλος) fou el fill gran de Xenofont.
Quan va esclatar la guerra entre Elis i Arcàdia el 365 aC per la possessió de les ciutats de Trifília la seva residència a Skillos ja no era segura i Gril·le amb el seu germà Diodor van ser enviats pel seu pare a Leprèion i més tard, juntament amb Xenofont, van anar a Corint.
Els dos germans van servir després a la cavalleria atenenca a la batalla de Mantinea el 362 aC. Gril·le va morir combatent amb valentia en aquesta batalla. Segons els relats d'atenencs i tebans va ser ell el que va donar a Epaminondes el cop mortal. Eufranor d'Atenes va pintar un quadre d'aquest fet que es conservava al Ceràmic d'Atenes.
Els mantineus encara que van atribuir la mort de Epaminondes a Maquerió (Machaerion) van honorar Gril·le amb un funeral públic i una estàtua eqüestre en memòria del més valent dels que va lluitar amb ells a Mantinea. Segons Diògenes Laerci va ser honorat i celebrat després de la seva mort amb nombrosos epigrames i panegírics.